# Abigor (Dämon)

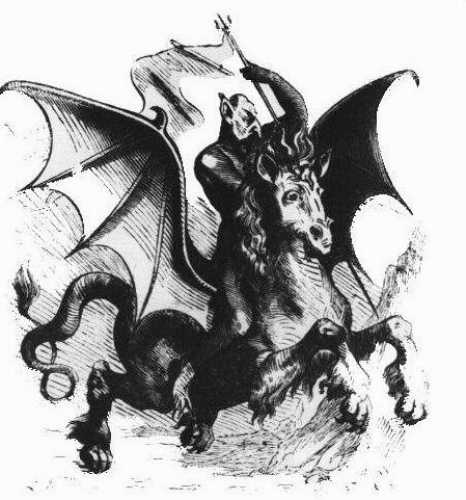
Abigor der Kriegsfürst

Abigor (auch Abigar, Eligos oder Eligor) ist ein hochgestellter Kriegsdämon der christlichen Dämonologie.

## Aussehen und Auftreten
Der Legende nach reitet er auf einem geflügelten Untier, das einem Pferd ähnelt und erscheint als Soldat mit Lanze, Zepter und Fähnchen oder auch mit einer Schlange. Er wird oft als Höllen-Herzog bezeichnet, da er über 60 Legionen herrscht. Er gilt nicht unbegründet als der Kriegsdämon. Die Mythologie sagt, er führte seine Legionen, dank seines großen Wissens über den Krieg und seiner Fähigkeit die Zukunft vorauszusehen, schon erfolgreich durch viele Kriege. Er gibt anderen auch oft Ratschläge in der Kriegsführung.

## Rezeption
In dem Film Ghost Rider ist Abigor einer der Antagonisten. Er ist dort der Dämon der Luft und scheint aus Nebel zu bestehen, weswegen ihm konventionelle Waffen nichts anhaben können.